# مودیت
مودیت (هندی: मुडीयेट) تئاتری آیینی سنتی و درام رقص فولکلور از کرالا است که داستان اسطوره‌ای نبرد بین ایزدبانو کالی و دیو داریکا را به تصویر می‌کشد. این آیین بخشی از آیین باگاواتی یا بهادراکالی است. رقص در معابد الهه مادر به ویژه معابد کالی، بین ماه‌های فوریه تا مه، بعد از فصل برداشت محصول اجرا می‌شود.
در سال ۲۰۱۰، مودیت در یونسکو در فهرست‌های میراث فرهنگی ناملموس یونسکو ثبت شد و دومین هنر از کرالا بعد از کودیاتم شد.

## اسطوره کالی - داریکا
داریکا دیوی بود که از برهما نعمتی دریافت کرد که به موجب آن هیچ انسانی در هیچ‌یک از اسطوره‌شناسی هندو قادر به شکست دادن او نخواهد بود. این امر داریکا را به طرز چشمگیری قدرتمند و مغرور کرد. او با این نعمتی که داشت، به فتح جهان پرداخت و حتی ایندرا، پادشاه خدایان را نیز شکست داد. با افزایش ظلم‌های او، حکیم نارده از شیوا درخواست کرد که داریکا را مهار کند. شیوا موافقت کرد و با اعلام این که داریکا توسط ایزدبانو کالی کشته خواهد شد، زیرا او یک زن است و در شمار مردان از چهارده جهان نمی‌آید، بر نعمات برهما غلبه کرد.

## ویژگی‌ها
مودیت یک آیین روستایی است که توسط اعضای جوامع مارار و کوروپو در مناطق تریسور، ارناکولام، کوتایام و بخش ایدوکی کرالا اجرا می‌شود. با این حال، کل جامعه در آن مشارکت می‌کند. مودیت سالانه در «باگواتی کاووس»، معابد الهه، در روستاهای مختلف در امتداد رودخانه‌های چالاککودی پوژا، پریار و مواتوتوپوزا اجرا می‌شود.
هیچ تمرین یا آمادگی خاصی برای بازی نقش کالی وجود ندارد. اجرا یک پیشرفت طبیعی از شیوا، ناردا، دیوهای داناوان و داریکان به کالی است. یک اجرای کامل مودیت نیاز به ۱۶ نفر دارد که شامل نوازندگان طبل، هنرمندان کالامژوتو و خوانندگان است. همچنین تفاوت‌های منطقه‌ای آشکاری در لباس و سبک‌های اجرایی مودیت وجود دارد. به عنوان مثال، در سبک کوراتتی، کالی سینه برهنه دارد و تنها با یک تخته به شکل سینه پوشیده شده است، در حالی که در سبک‌های کونایاکال، کیزهلام و پازهور، او لباس کاملی برای بالاتنه می‌پوشد. مشابه این، در سبک کوراتتی، مودی داریکا شبیه به تاج کاتاکالی است و نقاشی صورت او مشابه کاتی وشاهای کاتاکالی است. این نشان می‌دهد که چگونه دو فرم حتی با اینکه مودیت پیش از کاتاکالی به وجود آمده، به یکدیگر پیوند خورده‌اند، به طوری که سنگ‌نوشتهها تاریخ تکامل آن را به قرن نهم یا دهم میلادی نسبت می‌دهند.

## نقش جامعه
مودیت یک فعالیت جمعی است که در آن هر قبیله از روستا نقش خاصی ایفا می‌کند. آثار بامبویی و پوست‌های چرم برای طبل‌ها توسط قبیله پارایان تأمین می‌شود، در حالی که قبیله تاندان برگ‌های پوپل مورد نیاز برای ماسک‌ها و پوشش‌های سر را می‌آورد. جامعه گاناکان ماسک‌ها را نقاشی می‌کند و جامعه کورووان مشعل‌ها را روشن نگه می‌دارد. قبیله ولوثدان (پاتیان)| لباس‌هایی که برای ساخت لباس ایزدبانو استفاده می‌شود را شسته و قبیله ماران مشعل‌ها را آماده کرده و آنها را با روغن پر می‌کند.
بنابراین هر قبیله در روستا طبق نقش سنتی خود به جشنواره کمک می‌کند. همکاری متقابل و مشارکت جمعی هر قبیله در آیین، هویت مشترک و پیوند متقابل در جامعه را تقویت می‌کند.

## انتقال و حفظ
به عنوان یک فرم هنری مبتنی بر جامعه، این جامعه است که به‌طور سنتی نسل بعدی را تشویق کرده و آموزش می‌دهد تا این هنر را حفظ کند. هیچ مدرسه یا موسسه‌ای برای آموزش این فرم هنری وجود ندارد و بقای آن تقریباً به‌طور انحصاری به انتقال مستقیم از طریق گورو-شیشیا پارامپارا بستگی دارد.